# Mahindra & Mahindra
A Mahindra & Mahindra, ou simplesmente Mahindra é uma empresa indiana que fabrica automóveis com sede em Mumbai, Maarastra. Foi fundada em 1945 como Mahindra & Mohammed e posteriormente renomeada como Mahindra & Mahindra. Parte do grupo Mahindra, a M&M é um dos maiores fabricantes de veículos em produção na Índia. Sua unidade, Mahindra Tractors, é a maior fabricante de tratores do mundo em volume. Foi classificada no 17º lugar em uma lista das principais empresas da Índia pela Fortune India 500 em 2018. Seus principais concorrentes no mercado veicular indiano incluem a Maruti Suzuki India e Tata Motors. Dr. Anish Shah é o atual CEO e diretor-executivo e diretor-geral da Mahindra & Mahindra.
A M&M tem parcerias com empresas como Renault e Nissan, para produzir e comercializar seus veículos sob licença na Índia. A empresa vêm crescendo ao longo dos últimos anos. Em 2010 a empresa adquiriu o controle acionário da também indiana Reva, especializada em veículos sub-compactos e elétricos, e da sul-coreana SsangYong. Em 1997, fundou o Mahindra United World College of India. Um dos doze colégios do movimento UWC.
A participação da empresa no Brasil ainda é pequena, tendo apenas alguns modelos de caminhonetas e utilitários como o Scorpio sendo montados sob licença pelo grupo Bramont em Manaus, no estado do Amazonas.

## Modelos
| Crossover |            |                               |                   |                                  |
|           | Modelo     | Tipo                          | Ano de Lançamento | Ano de Lançamento (Versão Atual) |
|           | KUV100 NXT | Mini Crossover                | 2015              | 2017                             |
|           | XUV 300    | Crossover Compacto            | 2019              | 2019                             |
|           | XUV 400    | Crossover Compacto (Elétrico) | 2023              | 2023                             |
|           | XUV 700    | Crossover Médio               | 2021              | 2021                             |

| SUV |                   |              |                   |                                  |
|     | Modelo            | Tipo         | Ano de Lançamento | Ano de Lançamento (Versão Atual) |
|     | Bolero            | SUV Médio    | 2000              | 2002                             |
|     | Bolero Neo        | SUV Pequeno  | 2021              | 2021                             |
|     | Thar              | SUV Compacto | 2010              | 2020                             |
|     | Scorpio/Scorpio-N | SUV Médio    | 2002              | 2022                             |

| Minivan |         |         |                   |                                  |
|         | Modelo  | Tipo    | Ano de Lançamento | Ano de Lançamento (Versão Atual) |
|         | Marazzo | Minivan | 2018              | 2020                             |

| Veículo Comercial Ligeiro |        |                           |                   |                                  |
|                           | Modelo | Tipo                      | Ano de Lançamento | Ano de Lançamento (Versão Atual) |
|                           | Supro  | Veículo Comercial Ligeiro | 2016              | 2016                             |

| Utiliário |        |                        |                   |                                  |
|           | Modelo | Tipo                   | Ano de Lançamento | Ano de Lançamento (Versão Atual) |
|           | Roxor  | Veículo todo-o-terreno | 2018              | 2018                             |